# Gisela Voh
Gisela Voh (geb. Schmiedeberg; * 10. April 1906 in Velbert; † 23. August 1985 in Bielefeld) war eine deutsche Werbegrafikerin, Autorin von Bilderbüchern und Illustratorin von Kinderbüchern.

## Leben
Ab 1910 lebte die Familie Schmiedeberg in Delitzsch bei Leipzig. Ab 1925 besuchte Gisela Schmiedeberg die Kunstgewerbeschule in München. Nach einer kurzen
Ehe wohnte sie mit ihrer Tochter Isolde bei den Eltern in Delitzsch. Von da setzte sie ihre Ausbildung in Halle und Leipzig sowie am Bauhaus in Dessau fort und arbeitete kurzzeitig als Grafikerin. 1932 zog sie nach Berlin und lernt dort den Maler Oswald Voh kennen, mit dem sie bei der Erstellung von Werbegrafiken und Modezeichnungen zusammenarbeitete. Das Paar heiratete 1939.
Von 1942 bis 1945 arbeitete Gisela Voh als Krankenschwester, und ihr Ehemann leistete Kriegsdienst. 1945 lebten sie in Lappersdorf (Egerland) und nach der Flucht nach Marburg ab 1946 in Sterzhausen bei Marburg/Lahn. Die Familie zog 1950 nach Tutzing am Starnberger See und ließ sich ab 1951 in Ambach am Starnberger See nieder.
Sie fertigt Buchillustrationen, Werbegrafiken und Auftragsarbeiten. So zählte sie in den Jahren 1947 bis 1954 zu der größeren Gruppe von Künstlern, die für den Scholz-Verlag Mainz acht Jahrgänge mit insgesamt 76 Einzelheften der Monatsbilderbücher Die bunte Kiste illustrierten.
1968/70 reist sie mit ihrem Ehemann nach Libyen, Malawi, Holland und Thailand. In zahlreichen Arbeiten hielten beide Künstler Eindrücke von diesen Reisen fest.
Gisela Voh starb am 23. August 1985 im Alter von 79 Jahren in Bielefeld.

## Werke (Auswahl)
als Autorin
- Hannebuttchen: Ein Märchen unter Blumen und Blättern. Felsenburg-Verlag, Marburg 1948.
- Bilder fürs Kind. Scholz, Mainz 1964.
- So wie wir, Scholz[-Mainz], Wiesbaden 1965.
- So fahren wir. Scholz, Mainz 1969.
- Kinder und Tiere, Siebert, Unterpfaffenhofen 1969.
- Blumen-Postkarten. Malbuch. Scholz, Mainz.

als Illustratorin
- Hutzlibum. Kindliche Verse von Max Barthel. Mit Bildern von Gisela Voh. Scholz, Mainz 1943.
- Hermann Siegmann (Pseudonym „Ipf“): Eia popeia: Liebe alte Reime für unsere Kleinen. Buch- und Bildschmuck von Gisela Voh. Scholz, Mainz 1948.
- Gerda Lutzke: Das Hummel-Bummel-Lieschen. Bilder: Gisela Voh. Scholz, Mainz.
- Ellinor Schreyögg: Familie Fröhlich baut ein Haus. Illustrationen von Gisela Voh. Westermann, Braunschweig 1950.
- Jacob Lorey: Drei ziehen um. Bilder von Gisela Voh. Scholz[-Mainz], Wiesbaden 1960.
- Herbert Lambeck, Heinrich Mellmann: Geschichten von Werner und Anneliese. Illustrationen von Gisela Voh. Verlag der Gesellschaft der Freunde des Vaterländischen Schul- u. Erziehungswesens. Westermann, Braunschweig 1967.

als Malerin
- Zwei Mädchen mit zwei Katzen vorm Fenster, 1946/49, Öl auf Leinwand, 46 × 77 cm
- Antoinette und Kindergruppe, 1945/50, Öl auf Holzplatte
- Weißer Marder und Schmetterlinge unter Bäumen, Ambach, 1960er Jahre
- Red-chested Sunbird in Malawi, 1970/72
- Afrikanische Tierfigur mit Frühlingsstrauß, 1970/72, Acryl
- Nai-Bund-Maske gegen böse Zauberer, Tang, Gabun, 1973